# Serie de tests de rugby de mediados de 2011
La Serie de tests de rugby de mediados de 2011 servirá como una serie de fechas de preparación para la Copa Mundial de Rugby de 2011, que tendrá lugar en julio de 2011 y agosto de 2011. Los partidos se desarrollarán en el hemisferio norte, paralelamente al Torneo de las Tres Naciones 2011 que involucra a Nueva Zelanda, Australia y Sudáfrica.
En junio de 2011, Gales jugará contra los Barbarians en el Estadio Millennium

## Partidos
|  | Local | vs. | Visita |  |  |

|  | Local | vs. | Visita |  |  |

|  | Local | vs. | Visita |  |  |

|  | Local | vs. | Visita |  |  |

|  | Local | vs. | Visita |  |  |

|  | Local | vs. | Visita |  |  |

|  | Local | vs. | Visita |  |  |

|  | Local | vs. | Visita |  |  |

|  | Local | vs. | Visita |  |  |

|  | Local | vs. | Visita |  |  |

|  | Local | vs. | Visita |  |  |

|  | Local | vs. | Visita |  |  |

|  | Local | vs. | Visita |  |  |

|  | Local | vs. | Visita |  |  |

|  | Local | vs. | Visita |  |  |

|  | Local | vs. | Visita |  |  |

|  | Local | vs. | Visita |  |  |

- Datos: Q4623251